# کالج همپشایر
کالج همپشایر (به انگلیسی: Hampshire College) یک مدرسه در ایالات متحده آمریکا است که در ماساچوست واقع شده‌است.